# Діппольдісвальде
Діппольдісвальде (нім. Dippoldiswalde) — місто в Німеччині, розташоване в землі Саксонія. Входить до складу району Саксонська Швейцарія — Східні Рудні Гори.
Площа — 104,13 км2. Населення становить 14 180 ос. (станом на 31 грудня 2020).